# Буйда, Юрий Васильевич
Юрий Васильевич Буйда (29 августа 1954, посёлок Знаменск, Калининградская область) — русский писатель, редактор, журналист. Лауреат премии «Большая книга» (2013).

## Биография
Юрий Васильевич Буйда родился в 1954 году в посёлке Знаменск Калининградской области в семье служащих. Окончил Калининградский университет в 1982 году. Работал фотокорреспондентом, журналистом, заместителем главного редактора областной газеты. С 1991 года проживает в Москве и с этого же года публикуется как прозаик. Он автор романа «Дон Домино» (1994; шорт-лист премии «Русский Букер»), книги «Прусская невеста» (1998), отмеченной малой премией им. Аполлона Григорьева и также входившей в шорт-лист Букеровской премии. В 2013 году за роман «Вор, шпион и убийца» писатель Юрий Буйда получил третью премию «Большая книга». Публиковался в журналах «Новый мир», «Знамя», «Октябрь», «Дружба народов» и др. Его произведения переведены на немецкий, польский, финский, французский, японский языки. Его книги с конца 90-х издаются во Франции, Англии, Норвегии, Польше, Испании и других странах.
Сотрудничал с «Российской газетой», «Независимой газетой», с журналами «Новое время», «Знамя», был обозревателем газеты «Известия».
В настоящее время работает редактором издательского дома «Коммерсантъ».

## Литературные премии
- Премия журнала «Октябрь» (1992)
- Шорт-лист премии «Русский Букер» (1994) «Дон Домино»;
- Премия журнала «Знамя» (1995);
- Премия журнала «Знамя» (1996);
- Премия им. Аполлона Григорьева за книгу «Прусская невеста» (1998);
- Шорт-лист премии «Русский Букер» (1999) «Прусская невеста»;
- Премия журнала «Знамя» (2011) за роман «Синяя кровь»;
- Премия «Большая книга» (2013) за роман «Вор, шпион и убийца»;
- Шорт-лист премии «Большая книга» (2021) за роман «Сады Виверны»;
- Премия «Большая книга» (2023) за роман «Дар речи».

### Книги

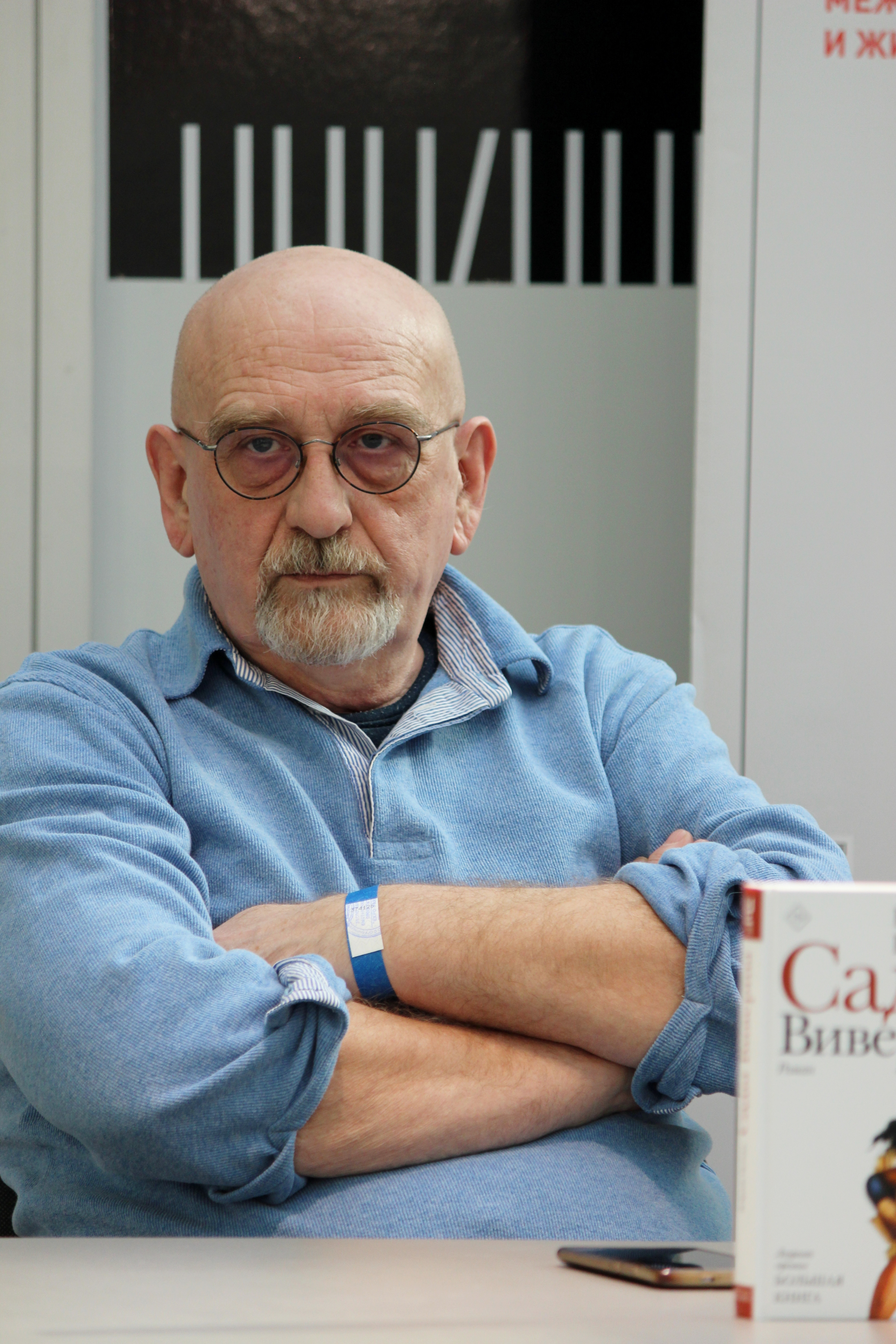
Буйда на non/fictio№ 22, март 2021

- Юрий Буйда Прусская невеста. — М.: Новое лит. обозрение: Рус. ПЕН-центр, 1998. — 308 с. (Библиотека журнала «Соло») ISBN 5-86793-045-9
- Юрий Буйда Скорее облако, чем птица: Роман и рассказы. — М.: Вагриус, 2000. — 444 с. — 5000 экз. ISBN 5-264-00214-2
- Юрий Буйда Жёлтый дом: Щина. — М.: Новое лит. обозрение, 2001. — 492 с. — 3000 экз. ISBN 5-86793-119-6
- Юрий Буйда Жунгли: рассказы. — М.: Эксмо, 2010. — 382 с.: ил. — 3000 экз. ISBN 978-5-699-45653-6
- Юрий Буйда Все проплывающие: [сборник]. — М.: Эксмо, 2011. — 702 с. — 2100 экз. ISBN 978-5-699-47216-1 (в пер.)
- Юрий Буйда Синяя кровь: роман. — М.: Эксмо, 2011. — 288 с. — 2000 экз. ISBN 978-5-699-49891-8 (в пер.)
- Юрий Буйда Жунгли. — М.: Эксмо, 2011. — 348 с. (Pocket-book) ISBN 978-5-699-51576-9
- Юрий Буйда Синяя кровь: роман. — М.: Эксмо, 2012. — 318 с. (Современная русская классика) ISBN 978-5-699-53629-0
- Юрий Буйда Вор, шпион и убийца: роман. — М.: Эксмо, 2013. — 316 с. (Большая литература. Проза Юрия Буйды) ISBN 978-5-699-62607-6
- Юрий Буйда Дон Домино: романы. — М.: Эксмо, 2013. — 316 с. (Большая литература. Проза Юрия Буйды) ISBN 978-5-699-64459-9
- Юрий Буйда Жунгли: роман. — М.: Эксмо, 2013. — 442 с. (Большая литература. Проза Юрия Буйды) ISBN 978-5-699-64700-2
- Юрий Буйда Львы и лилии: рассказы. — М.: Эксмо, 2013. — 442 с. — 3000 экз. (Большая литература. Проза Юрия Буйды) ISBN 978-5-699-66011-7
- Юрий Буйда Ермо: роман: [16+] — М.: Эксмо, 2013. — 282 с. — 2500 экз. (Большая литература. Проза Юрия Буйды) ISBN 978-5-699-68167-9
- Юрий Буйда Вор, шпион и убийца: роман. — М.: Эксмо, 2013. — 316 с. — 5000 экз. (Большая литература. Проза Юрия Буйды) ISBN 978-5-699-62607-6
- Юрий Буйда Яд и мед: повесть и рассказы: [18+] — М.: ЭКСМО, 2014. — 282 с. — 4000 экз. (Большая литература. Проза Юрия Буйды) ISBN 978-5-699-69562-1
- Юрий Буйда Вор, шпион и убийца: роман: [16+] — М.: Эксмо, 2014. — 316 с. (Большая литература. Проза Юрия Буйды) ISBN 978-5-699-62607-6
- Юрий Буйда Послание госпоже моей левой руке. [16+] — М.: Эксмо, 2014. — 284 с. — 2000 экз. (Большая литература. Проза Юрия Буйды) ISBN 978-5-699-70799-7
- Юрий Буйда Синяя кровь: [16+] — М.: Эксмо, 2014. — 282 с. (Большая литература. Проза Юрия Буйды) ISBN 978-5-699-74710-8
- Юрий Буйда Прусская невеста: роман в рассказах. [18+] — М.: Эксмо, 2015. — 700 с. ISBN 978-5-699-76843-1
- Юрий Буйда Женщина в жёлтом: [18+] — М.: Э, 2015. — 346 с. — 1500 экз. ISBN 978-5-699-79239-9
- Юрий Буйда Цейлон: роман [18+ : содержит нецензурную брань!] — М.: Э, 2015. — 412 с. — 4000 экз. (Большая литература. Проза Юрия Буйды) ISBN 978-5-699-83371-9
- Юрий Буйда Покидая Аркадию: книга перемен : роман [18+] — М.: Э, 2016. — 314 с. — 1500 экз. ISBN 978-5-699-90768-7
- Юрий Буйда Стален: роман [18+] — М.: Э, 2017. — 426 с. — 1500 экз. (Большая литература. Проза Юрия Буйды) ISBN 978-5-699-99508-0
- Юрий Буйда Пятое царство: роман [18+] — М.: АСТ, Редакция Елены Шубиной, печ. 2018. — 350 с. — 2000 экз. (Новая русская классика) ISBN 978-5-17-107785-3
- Юрий Буйда Сады Виверны: роман [18+] — М.: АСТ, Редакция Елены Шубиной, 2021. — 384 с. — ISBN 978-5-17-136248-5
- Юрий Буйда Дар речи: роман [18+] — М.: АСТ, Редакция Елены Шубиной, 2023. — 320 с. (Новая русская классика) ISBN 978-5-17-154056-2

и др.

### Сборники
- Первая любовь: повести и рассказы. — М.: Э, 2015. — 414с. — 6000 экз. (Все возрасты любви)
- Любовь, или Связь поколений: сборник рассказов. — М.: Э, 2015. — 350 с. — 7000 экз. (Рассказы о самом важном)
- Любовь, или Мой дом: сборник рассказов. М.: Э, 2016. — 378 с. — 7000 экз. (Рассказы о самом важном)
- Проза новой России: сборник: в 4 томах / составитель Е. Шубина. [Т. 1] — 10 000 экз. ISBN 5-264-00895-7